# Vasile Tomoiagă
Vasile Tomoiagă (Vișeu de Sus, 20 de enero de 1964) es un deportista rumano que compitió en remo.
Participó en tres Juegos Olímpicos de Verano, entre los años 1984 y 1992, obteniendo dos medallas, plata en Los Ángeles 1984 (dos con timonel) y plata en Seúl 1988 (cuatro con timonel).
Ganó tres medallas en el Campeonato Mundial de Remo entre los años 1985 y 1989.

## Palmarés internacional
| Juegos Olímpicos   | Juegos Olímpicos             | Juegos Olímpicos  | Juegos Olímpicos   |
| Año                | Lugar                        | Medalla           | Prueba             |
| ------------------ | ---------------------------- | ----------------- | ------------------ |
| 1984               | Los Ángeles (Estados Unidos) | Medalla de plata  | Dos con timonel    |
| 1988               | Seúl (Corea del Sur)         | Medalla de plata  | Cuatro con timonel |
| Campeonato Mundial |                              |                   |                    |
| Año                | Lugar                        | Medalla           | Prueba             |
| 1985               | Malinas (Bélgica)            | Medalla de plata  | Dos con timonel    |
| 1987               | Copenhague (Dinamarca)       | Medalla de bronce | Dos con timonel    |
| 1989               | Bled (Yugoslavia)            | Medalla de oro    | Cuatro con timonel |